# Anaheilt
Anaheilt is een dorp 1,5 kilometer ten noorden van Strontian in de Schotse Hooglanden met circa 350 inwoners.